# Ethan Ampadu
Ethan Ampadu (født 14. september 2000) er en walisisk fodboldspiller, som spiller for den Engelske Championship klub Leeds United. Han har tidligere spillet for RB Leipzig i Bundesligaen, for Sheffield United i Premier League og Exeter City i League Two.